# تپه قلات کهن
تپه قلات کهن مربوط به هزاره اول قبل از میلاد - دوره اشکانیان - دوره ساسانیان است و در شهرستان شاهین دژ، بخش مرکزی، دهستان هولاسو، روستای زیدکندی واقع شده و این اثر در تاریخ ۷ اسفند ۱۳۸۵ با شمارهٔ ثبت ۱۷۶۵۰ به‌عنوان یکی از آثار ملی ایران به ثبت رسیده است.